# Loredana Mapelli
Loredana Mapelli (Milano, 1957) è una ballerina italiana.

## Biografia

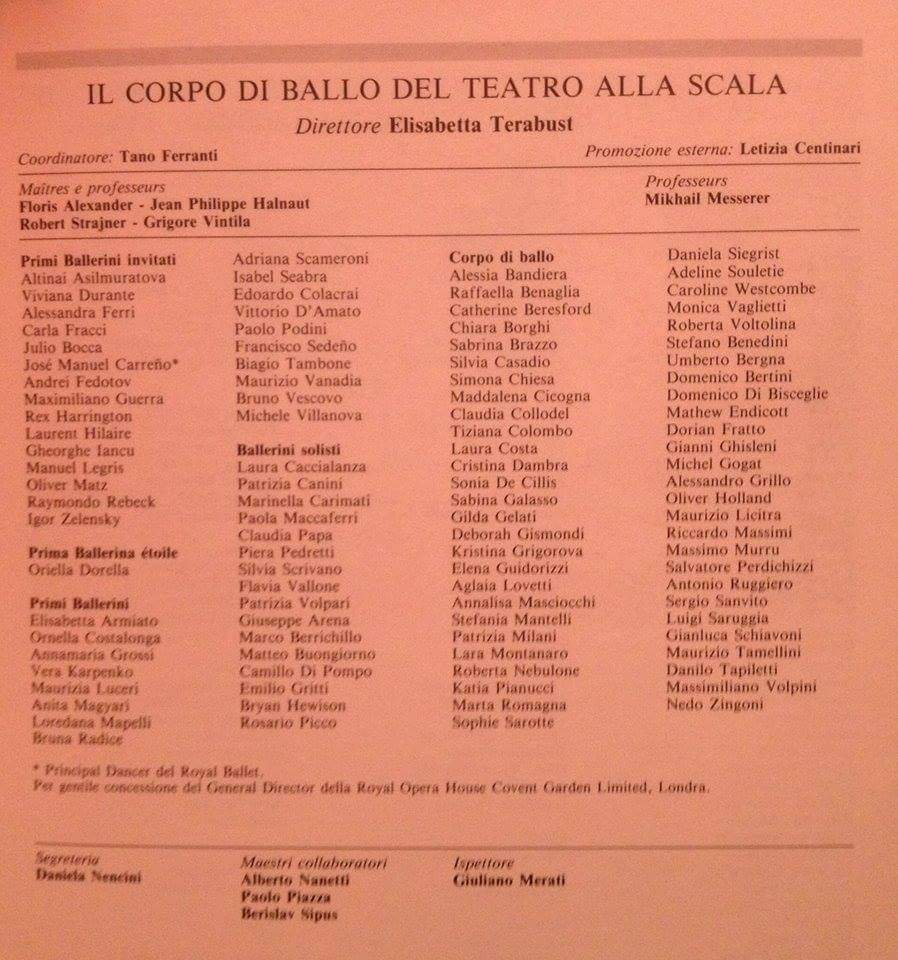
Libretto de Lo Schiaccianoci

Ballerina solista e Prima ballerina al Teatro alla Scala di Milano.
Inizia gli studi di danza classica nel 1961 con le étoile Edda Martignoni e Luciana Novaro. Viene ammessa alla Scuola di Ballo del Teatro alla Scala conseguendo il Diploma. Entra a far parte del Corpo di Ballo della Scala venendo successivamente nominata Solista (1982) e poi Prima Ballerina (1990).
Partecipa ai più famosi balletti con i principali coreografi internazionali, tra gli altri Rudol'f Nureev e Maurice Béjart.  Nel 1978 interpretò il ruolo della Folgore nel balletto Excelsior durante il Bicentenario del Teatro alla Scala e immortalato dalla Rai in diretta e oggi visibile in un DVD storico.
Ha ballato con grandi interpreti come Dame Margot Fonteyn, Rudol'f Nureev, Carla Fracci, Luciana Savignano, Elettra Morini, Paolo Bortoluzzi.
Dopo l’addio alle scene, ottiene il Diploma Scaligero di Insegnante Classico Accademica con ulteriore Diploma della Regione Lombardia.